# Echis
Genre
Synonymes
- Toxicoa Gray, 1849
- Turanechis Cherlin, 1990

Echis est un genre de serpents de la famille des Viperidae. Les espèces regroupées sous ce genre sont communément appelées Échide ou Vipère des pyramides.

## Répartition
Les onze espèces de ce genre se rencontrent au Moyen-Orient, dans le Nord et l'Est de l'Afrique, en Asie centrale et en Asie du Sud.

## Description
Ce sont des serpents de petite à moyenne taille qui dépassent rarement les 60 cm. Ressemblant beaucoup aux vipères européennes, elles s'en distinguent principalement par la taille de leur tête et aussi la taille de leurs yeux, dont la grosseur laisse facilement voir la pupille verticale caractéristique des Viperidae.

## Veninimosité
Les échides sont réputées pour faire partie des serpents les plus dangereux du monde, non seulement à cause de leur venin très toxique, mais surtout à cause de la fréquence de leurs morsures (surtout chez l'espèce Echis carinatus et les espèces africaines comme Echis ocellatus et Echis leucogaster). Ces serpents peuvent être abondants et il est facile d'entrer accidentellement en contact avec l'un d'eux, ce qui augmente les risques de morsure, d'autant que leur caractère est réputé pour être plutôt agressif face au danger. Le simple port de chaussures dans les zones à risque constituent toutefois une bonne prévention, il faut aussi faire attention à ne pas les déranger avec les mains dans leurs cachettes (sable, souches, pierres et objets posés au sol, végétation dense et déchets végétaux, terriers de mammifères et autres cavités). Un autre facteur à prendre en compte est que les différentes espèces du genre sont de taille et de couleur souvent proches, mais n'ont pas toutes le même venin, ce qui peut rendre l'usage de sérum anti-venin inutile si on ignore quelle espèce précisément a mordu la victime.

## Liste des espèces
Selon The Reptile Database (25 janvier 2014) :
- Echis borkini Cherlin, 1990
- Echis carinatus (Schneider, 1801) — Échide carénée
- Echis coloratus Günther, 1878 Échide colorée
- Echis hughesi Cherlin, 1990
- Echis jogeri Cherlin, 1990
- Echis khosatzkii Cherlin, 1990
- Echis leucogaster Roman, 1972 — Échide à ventre blanc
- Echis megalocephalus Cherlin, 1990
- Echis ocellatus Stemmler, 1970  Échide ocellée
- Echis omanensis Babocsay, 2004
- Echis pyramidum (Geoffroy Saint-Hilaire, 1827) — Échide des pyramides

## Publication originale
- Merrem, 1820 : Versuch eines Systems der Amphibien I (Tentamen Systematis Amphibiorum). J. C. Krieger, Marburg, p. 1-191 (texte intégral).